# Bryopolia asiatica
Bryopolia asiatica är en fjärilsart som beskrevs av Alphéraky 1887. Bryopolia asiatica ingår i släktet Bryopolia och familjen nattflyn. Inga underarter finns listade i Catalogue of Life.